# Batalla de Tesalónica
La batalla de Tesalónica (en búlgaro: Битката при Солун) se produjo en 995, cerca de la ciudad de Tesalónica, Grecia. 

## Orígenes del conflicto
Después de la gran victoria en la batalla de la Puerta de Trajano, y la subsiguiente guerra civil en el Imperio bizantino, el zar Samuel de Bulgaria era libre para atacar las fortalezas bizantinas en toda la península de los Balcanes. Después de haber asegurado su dominio sobre la mayor parte norte de los Balcanes, en 995 lideró una campaña contra Tesalónica, la segunda ciudad del Imperio bizantino. 
La fecha exacta de esta campaña y de la posterior batalla no está clara. Una fuente armenia la sitúa en el año 991, mientras que el relato de Juan Caldo, en el que se basa la datación según los relatos tradicionales, implica que ocurrió en el año 996. Sin embargo, dado que Juan Caldo está atestiguado como dux en Tesalónica en 995/996 en sucesión de Taronita, la campaña debe haber ocurrido como muy tarde en 995, si no algún tiempo antes.

## La batalla
Samuel era un hábil comandante militar y organizó una emboscada brillante. Ordenó a sus soldados a cavar zanjas, obstáculos y otras trampas fuera de la ciudad y dejó la mayor parte de su ejército allí. Después, Samuel asaltó la fortaleza con una pequeña fuerza separada. El gobernador bizantino, el dux Gregorio Taronita, envió parte de sus fuerzas bajo su hijo, Ashot, para alejarlos. Samuel entonces llevó a cabo una retirada engañosa, cayendo los bizantinos en la trampa que había preparado. Rodeados y sin salida, el destacamento bizantino fue devastado. Cuando Gregorio supo sobre el peligro que corría su hijo, este y sus tropas intentaron rescatarlo, pero fueron derrotados y el gobernador muerto, mientras que su hijo fue capturado.

## Consecuencias
Ashot Taronita fue capturado y llevado a Bulgaria, donde poco después se casó con la hija de Samuel, Miroslava. Fue nombrado gobernador de Dirraquio, de donde pronto escapó a bordo de barcos bizantinos hacia Constantinopla, donde organizó la rendición de la ciudad a los bizantinos.
A pesar de esta victoria, Samuel no intentó sitiar Tesalónica, y en su lugar se aventuró al sur, en el Tema de la Hélade, para una expedición de saqueo. Capturó Larisa y llegó a Corinto, después que se enteró de la llegada de un ejército bizantino bajo Nicéforo Urano regresó al norte. Los dos ejércitos se encontraron en el río Esperqueo, donde Samuel fue derrotado. El largo conflicto entre bizantinos y búlgaros, sin embargo, continuo hasta la derrota final de Bulgaria en 1018.